# جان هنسلی
جان هنسلی (انگلیسی: John Hensley؛ زادهٔ ۲۶ اوت ۱۹۷۷) یک هنرپیشه اهل ایالات متحده آمریکا است. وی از سال ۱۹۹۹ میلادی تاکنون مشغول فعالیت بوده‌است.
از فیلم‌ها یا برنامه‌های تلویزیونی که وی در آن نقش داشته است می‌توان به دندان‌ها، مال و شاتر اشاره کرد.